# Stenichnus guardanus guardanus
Stenichnus guardanus guardanus é uma subespécie de insetos coleópteros polífagos pertencente à família Scydmaenidae.
A autoridade científica da subespécie é Reitter, tendo sido descrita no ano de 1887.
Trata-se de uma subespécie presente no território português.